# Filip Peeters
Filip Peeters (Anderlecht, 2 december 1962) is een Belgisch acteur en politicus. 
Naast in Vlaanderen, heeft hij ook in Duitsland en Oostenrijk carrière gemaakt. Hij is het best bekend van zijn hoofdrollen in Recht op Recht, De Hel van Tanger en Salamander.

## Carrière
Peeters volgde een opleiding tot kok en werkte onder meer in de keuken van het restaurant Barbizon in Jezus-Eik, dat toen twee Michelinsterren had.
In 1984 speelde hij een rolletje in De Leeuw van Vlaanderen. Daarna ging hij acteerles volgen aan de Studio Herman Teirlinck. Hij maakte deze opleiding nooit af, maar werd opgevist door Robbe De Hert, door wie hij kleine rolletjes kreeg in Meester, hij begint weer! en de films Blueberry Hill en Trouble in Paradise (beide in 1989). Peeters combineerde kleine rollen voor televisie, zoals Wielemans in Wittekerke (1993-94), met opdrachten voor film en in het theater.
Vanaf 1998 tot 2001 was hij in de TV1-serie Recht op Recht de voornaamste tegenspeler van Veerle Dobbelaere, in de rol van Hugo Van Ecyk. Door deze rol raakte hij bekend bij het grote publiek. Sindsdien is zijn loopbaan in een hogere versnelling geschakeld.
In 2001 kreeg Peeters een eerste grote buitenlandse opdracht met de film Lisa van Pierre Grimblat, met Jeanne Moreau en Marion Cotillard in de titelrol.
Dat jaar was hij een van de laureaten van de European films' shooting stars op het Internationaal filmfestival van Berlijn. Deze prijs opende voor Peeters nog meer de deur voor Duitstalige producties, waar hij al te zien was met de hoofdrol van de film "BABY" van Philipp Stölzl.
Peeters speelde een opgemerkte hoofdrol in De Hel van Tanger (2006) van Frank Van Mechelen. Voor deze rol moest hij eerst 35 kilogram afvallen en vervolgens weer aankomen. Voor Loft (2008) deed hij dat nog eens dunnetjes over.
In 2015 kwam zijn regiedebuut uit, de langspeelfilm Wat mannen willen werd een romantische komedie met vertolkingen van onder meer Ben Segers, Evelien Bosmans, Gene Bervoets, Jan Decleir, Jonas Van Geel, Louis Talpe, Nathalie Meskens, Ruth Becquart en Tom Audenaert. Dit film was geen succes en er is nog geen vervolg als regisseur.  Peeters is tevens te zien in het derde seizoen van Smeris, waarin hij de diplomaat, oftewel Heinrich Oelsen speelt.
In 2018 was hij een van de oprichters van de politieke partij t Dorp Boechout Vremde, die in Boechout opkwam bij de lokale verkiezingen van dat jaar. Als lijstduwer werd hij er verkozen. In 2024 kwam hij opnieuw op voor de gemeenteraadsverkiezingen voor 't Dorp. Hij raakte herkozen. In 2025 nam hij tijdelijk afstand van zijn mandaat. Hij sprak over toxisch leiderschap dat hem tot deze keuze had gebracht. Peeters lag inmiddels al jarenlang in conflict met burgemeester Koen T'Sijen, die hij gesjoemel en intimidaties verweet. T'Sijen kwam meermaals in opspraak voor mogelijke belangenvermenging.

## Privé
Peeters is getrouwd met actrice An Miller; samen hebben zij twee dochters. Ze wonen in Boechout.

## Rollen (selectie)

### Film
- De leeuw van Vlaanderen - Roelandt (1985)
- Blueberry Hill -  Mevrouw Claessens vriend (1989)
- Trouble in Paradise  (1989)
- Blanval  -  Kranz (1991)
- Beck - De gesloten kamer (1993)
- Antonia (1995) - Pitte
- Elixir d'Anvers - Wijkmeester (1996)
- Kringen van de tijd (kortfilm) - Fares (1997)
- Der Skorpion (1997)
- Straffe koffie (kortfilm) (1997)
- Gaston's War (1997) - nazicommandant
- Le bal masqué - Van Acker (1998)
- The Room (kortfilm) (1999)
- Die Musterknaben 2 - Türsteher (1999)
- Missing Link - Receptionist museum (1999)
- Shades - Weber (1999)
- Misstoestanden - Cameraman (2000)
- Iedereen beroemd! - Rijkswachter (2000)
- Team Spirit - Ronny (2000)
- Anna Wunder - Fritz (2000)
- De stilte van het naderen - Bewaker Peeters (2000)
- Lisa - Colonel von Boll  (2001)
- Wilde engel - Martin Grossmann (2002)
- Baby - Frank (2002)
- Geld macht sexy - Heinrich Strassmann (2002)
- Just a story - Detective (2003)
- Der Fußfesselmörder - Ingo Brunner (2003)
- Resistance (2003)
- Team Spirit 2 (2003)
- De zaak Alzheimer (2003) - Majoor De Keyser
- Leben wäre schön - Ragnar Sturluson (2003)
- Stratosphere Girl - Kruilman (2004)
- Ein Baby für dich - Peer Sanders (2004)
- Knokke Boulevard  - Léon (2005)
- De Indringer (2005)
- Einmal so wie ich will - Henry (2005)
- Eine Liebe in Saigon (2005)
- De Tatort-aflevering Schürfwunden (WDR, 13 februari 2005) - 'Der Holländer' Jan Evers
- Buitenspel (2005)
- Fünf-Sterne-Kerle inklusive - Jan König (2006)
- De Hel van Tanger - Marcel Van Loock (2006)
- Ein langer Abschied - Peer Berinson (2006)
- Mord auf Rezept - Goran Paul (2006)
- Paparazzo - Manu (2007)
- Vermist - Hendrik De Schrijver (2007)
- Die Frau von Checkpoint Charlie - Richard Panter (2007) - met Veronica Feres
- Darum - Jean Legat (2008)
- Hardcover - Kommissar Jürgens (2008)
- Das Beste kommt erst - Johann (2008)
- 10 sekunden - Erik Loth (2008)
- Loft - Vincent Stevens (2008)
- 9mm - Alain (2008)
- Samaritan (2008) - papa
- De Tatort-aflevering Tödliche Tarnung (SWR, 1 maart 2009) - Viktor de Man
- Soeur Sourire (2009) - Antoine Brusson
- Dossier K (2009) - Hoofdcommissaris De Keyser
- Haltet die Welt an (2010) - Hauptkommissar Roman Maartens
- Briefgeheim (2010) - Kolonel Brandsema
- Glücksbringer (2011) - Leo Wieland
- Brasserie Romantiek (2012) - Paul
- Smoorverliefd (2013) - Theo
- De Tatort-aflevering Spiel auf Zeit (SWR, 26 mei 2013) - Viktor de Man
- De Tatort-aflevering Frühstück für immer (MDR, 16 maart 2014) - Peter Hauptmann
- Bowling Balls (2014) - Max
- Michiel de Ruyter (2015) - Abraham Duquesne

### Stem
- Blub, ik ben een vis (2000) - stem Krab
- Streep wil racen (2005) - stem Nederlandstalige versie
- Valiant (2005) - stem Nederlandstalige versie
- De Texas Rakkers (2009) - stem Jerom

### Televisie
- Meester, hij begint weer! - Leraar (1985) / Hubert Millar (1987)
- Commissaris Roos - Blommaert (1990)
- 12 steden, 13 ongelukken - Luuk (1991)
- Moeder, waarom leven wij? - Minnaar Mariette (1993)
- Langs de Kade (1993)
- Het Park - Boef (1993)
- Niet voor publikatie - Julien (1994)
- RIP (1994)
- Buiten De Zone (1994)
- Wittekerke - Wielemans (1993-1994)
- Baantjer Televisieserie - Victor Borrestein (Afl. De Cock en de moord in de galerie, 1995)
- Unit 13 (1997) - Louis Claes
- Heterdaad - Adjudant Traweels (1997)
- Dokters - Nick (1997)
- Thuis (televisieserie) - Serge (1997,1998)
- Recht op Recht - Hugo Van Eyck (1998 - 2002)
- De zeven deugden (1999)
- De grote boze wolf show (2000)
- De quizmaster - Filip (2000)
- De stilte van het naderen (2000)
- Team Spirit (2000)
- Wilde Engel - Martin Grossmann (2003)
- Rosa Roth - Maik (2003)
- Wolffs Revier - Paul Golding (2004)
- Rupel - Karel Vanderveken (2004)
- SOKO Leipzig - Elias Elgart (2004)
- Team Spirit - de serie II - Ronnie (2005)
- Polizeiruf 110 (2005)
- Het Geslacht De Pauw - Filip Peeters (2004-2005)
- Das Duo - Per Flemming (2006)
- Bella Block - Marc Holthausen (2006)
- k3 - Kripo Hamburg - Peter Gent (2006)
- GSG 9 - Die Elite Einheit - Motta (2007)
- Zodiak - Der Horoskop-Mörder - Sebastian Heegert (2007)
- Einsatz in Hamburg (2007)
- De Prins en het Meisje - Mohammed Bacirbey (2007)
- Vermist - Hendrik de Schrijver (2008)
- SOKO Kitzbühel - Paul Krohn (2009)
- SOKO Köln - Yves Marissal (2009)
- Bloch - Filip de Keyzer (2010)
- Penoza (2010) - Christian Schiller
- Nachtschicht - Julius de Graaf (2011)
- Salamander (2012-2013, 2018) - Paul Gerardi
- Zone Stad (2013) - Didier
- Safety First - Meneer van den Boogaert (2013)
- Kreuzfahrt ins Glück - Jean Morin (2013)
- Aspe - Peter Dops (2008) / Victor Spiliers (2014)
- Tatort - Jan Evers (2005) / Victor de Man (2009/2013) / Peter Hauptmann (2014)
- Hij komt, hij komt... De intrede van de Sint - Peter Pannenkoek (2014)
- De Bunker - Pierre Mertens (2015)
- The Team - Bruno Koopmann (2015)
- The Missing - Kristian Herz (2016)
- Smeris - Heinrich Oelsen (De Diplomaat) (2017)
- Occupied - Rudolf Teichmann (2017)
- Gina & Chantal - Mark Daenen (2019)
- Meisje van plezier - Willem (2017-2020)
- Da’s Liefde - Zichzelf (2021)
- Assisen - meester Bregt Craps (2023)
- Laura H. - Dierer Kahn (2024)

## Trivia
In 2017 deed Peeters mee aan De Slimste Mens ter Wereld. Hij haalde de finale niet. In 2024 was hij een kandidaat-fotograaf in Het perfecte plaatje.